# Shizuka Arakawa
Shizuka Arakawa (japonês: 荒川 静香, Hepburn: Arakawa Shizuka, Shinagawa, Tóquio, 29 de dezembro de 1981) é uma ex-patinadora artística japonesa.

## Biografia
Arakawa nasceu a 29 de dezembro de 1981, em Shinagawa, Tóquio, e cresceu em Sendai, a maior cidade da região de Tohoku. Ela conquistou a medalha de ouro do Campeonato Mundial de Patinação Artística sobre Gelo, de 2004, em Dortmund, Alemanha, e a medalha de ouro de patinação artística individual dos Jogos Olímpicos de Inverno de 2006, em Torino, Itália.
Arakawa tem 1,66 m de altura. Foi a primeira asiática a ganhar a medalha de ouro olímpica de patinação artística sobre gelo e a terceira japonesa a tornar-se campeã mundial, depois que Midori Ito venceu em 1989 e Yuka Sato em 1994. Foi a única patinadora a obter três títulos consecutivos no campeonato japonês de juniores. Shizuka foi a segunda mulher japonesa a ganhar uma medalha de ouro em Jogos Olímpicos de Inverno. A primeira foi Tae Satoya, medalhista de ouro nos Jogos Olímpicos de Inverno de 1998 em Nagano, no Japão, na modalidade "Esqui Estilo Livre", categoria "Moguls". Quatro anos depois, Tae levaria ainda o bronze olímpico nos Jogos Olímpicos de Inverno de 2002, em Salt Lake City, EUA, na mesma modalidade .
Atualmente, Shizuka Arakawa participa de exibições de patinação sobre gelo e é comentarista de uma TV japonesa.

## Principais resultados
| Resultados                                                                             | Resultados      | Resultados       | Resultados      | Resultados       | Resultados      | Resultados       | Resultados    | Resultados       | Resultados       | Resultados        | Resultados        | Resultados       | Resultados        |
| Internacional                                                                          | Internacional   | Internacional    | Internacional   | Internacional    | Internacional   | Internacional    | Internacional | Internacional    | Internacional    | Internacional     | Internacional     | Internacional    | Internacional     |
| Evento/Temporada                                                                       | 1993– 1994      | 1994– 1995       | 1995– 1996      | 1996– 1997       | 1997– 1998      | 1998– 1999       | 1999– 2000    | 2000– 2001       | 2001– 2002       | 2002– 2003        | 2003– 2004        | 2004– 2005       | 2005– 2006        |
| -------------------------------------------------------------------------------------- | --------------- | ---------------- | --------------- | ---------------- | --------------- | ---------------- | ------------- | ---------------- | ---------------- | ----------------- | ----------------- | ---------------- | ----------------- |
| Jogos Olímpicos                                                                        |                 |                  |                 |                  | 13.ª            |                  |               |                  |                  |                   |                   |                  | Medalha de ouro   |
| Campeonato Mundial                                                                     |                 |                  |                 |                  | 22.ª            |                  |               |                  |                  | 8.ª               | Medalha de ouro   | 9.ª              |                   |
| Campeonato dos Quatro Continentes                                                      |                 |                  |                 |                  |                 | 6.ª              |               | 6.ª              | Medalha de prata | Medalha de prata  |                   |                  |                   |
| GP Grand Prix Final                                                                    |                 |                  |                 |                  |                 |                  |               |                  |                  | 4.ª               | Medalha de bronze | Medalha de prata |                   |
| GP Cup of China                                                                        |                 |                  |                 |                  |                 |                  |               |                  |                  |                   |                   |                  | Medalha de bronze |
| GP Cup of Russia                                                                       |                 |                  |                 |                  |                 |                  |               | 7.ª              |                  | 5.ª               |                   | Medalha de prata |                   |
| GP NHK Trophy                                                                          |                 |                  |                 | 7.ª              | 6.ª             | 8.ª              | 5.ª           |                  |                  | Medalha de bronze |                   | Medalha de ouro  |                   |
| GP Skate America                                                                       |                 |                  |                 |                  |                 | 9.ª              |               |                  | 4.ª              |                   | Medalha de bronze |                  |                   |
| GP Skate Canada International                                                          |                 |                  |                 |                  |                 |                  |               |                  |                  |                   | Medalha de prata  |                  |                   |
| GP Sparkassen Cup on Ice                                                               |                 |                  |                 |                  | 7.ª             |                  | 5.ª           |                  |                  |                   |                   |                  |                   |
| GP Trophée Éric Bompard                                                                |                 |                  |                 |                  |                 |                  |               | 9.ª              | 6.ª              |                   | Medalha de prata  |                  | Medalha de bronze |
| Jogos Asiáticos                                                                        |                 |                  |                 |                  |                 | Medalha de prata |               |                  |                  | Medalha de ouro   |                   |                  |                   |
| Nebelhorn Trophy                                                                       |                 | Medalha de prata | Medalha de ouro |                  |                 |                  |               |                  |                  |                   |                   |                  |                   |
| Universíada                                                                            |                 |                  |                 |                  |                 |                  |               |                  |                  | Medalha de ouro   |                   |                  |                   |
| Internacional – Júnior                                                                 |                 |                  |                 |                  |                 |                  |               |                  |                  |                   |                   |                  |                   |
| Campeonato Mundial Júnior                                                              |                 | 8.ª              | 7.ª             | 8.ª              |                 |                  |               |                  |                  |                   |                   |                  |                   |
| Internacional – Noviço                                                                 |                 |                  |                 |                  |                 |                  |               |                  |                  |                   |                   |                  |                   |
| Triglav Trophy                                                                         | Medalha de ouro |                  |                 |                  |                 |                  |               |                  |                  |                   |                   |                  |                   |
| Nacional                                                                               |                 |                  |                 |                  |                 |                  |               |                  |                  |                   |                   |                  |                   |
| Campeonato Japonês                                                                     |                 |                  |                 | Medalha de prata | Medalha de ouro | Medalha de ouro  | 5.ª           | Medalha de prata | Medalha de prata | Medalha de bronze | Medalha de bronze | WD               | Medalha de bronze |
| Campeonato Japonês – Júnior                                                            |                 | Medalha de ouro  | Medalha de ouro | Medalha de ouro  |                 |                  |               |                  |                  |                   |                   |                  |                   |
|                                                                                        |                 |                  |                 |                  |                 |                  |               |                  |                  |                   |                   |                  |                   |
| Legenda: GP = Grand Prix; WD = Abandonou; Competição não foi disputada nesta temporada |                 |                  |                 |                  |                 |                  |               |                  |                  |                   |                   |                  |                   |